# Athabaska (jezioro)
Athabaska (ang. Lake Athabasca, fr. Lac Athabasca) – jezioro pochodzenia lodowcowo-tektonicznego, leżące w Kanadzie, w prowincjach Alberta oraz Saskatchewan. 
Jezioro zajmuje obszar 7930 km². Jego powierzchnia położona jest na wysokości 213 m n.p.m. a jego maksymalna głębokość wynosi 243 m - jego dno stanowi zatem kryptodepresję. Przez jezioro przepływa rzeka Athabaska. Zbiornik zamarza od października do czerwca. 
Na jeziorze rozwinęło się rybołówstwo oraz żegluga. Na północnym wybrzeżu prowadzono eksploatację rudy uranu oraz złota, stąd nazwa miasta Uranium City, gdzie zamieszkiwali górnicy z tych kopalń. W 1980 zamknięto ostatnią kopalnię, jednak środowisko naturalne jest tam nadal poważnie zanieczyszczone.